# Fabian Bruskewitz
Fabian Wendelin Bruskewitz (* 6. září 1935 Milwaukee) je americký biskup, emeritní 8. biskup římskokatolická diecéze Lincoln v Nebrasce (1992-2012). Jeho předci byli českého původu
Patří k nejkonzervativnějším americkým biskupům a byl jedním z mála amerických biskupů povolujících a podporujících sloužení tridentské liturgie ve své diecézi už před vydáním Summorum pontificum. Do své diecéze jako jeden z prvních biskupů pozval Kněžské bratrstvo svatého Petra. Jako jediný americký diecézní biskup zakázal v celé své diecézi ministrování dívek.
V roce 1996 vzbudil pozornost, když exkomunikoval věřící ze své diecéze hlásící se k propotratovým, proeuthanasijním, heretickým, zednářským a lefebvristickým skupinám. Skupina Call for Action se proti jeho rozhodnutí odvolala ke Kongregaci pro biskupy, ta ale jeho rozhodnutí potvrdila. V roce 2004 zakázal podávat svaté přijímání propotratovým politikům, včetně demokratického prezidentského kandidáta Johna Kerryho.